# Канадарм
Shuttle Remote Manipulator System (SRMS) (в переводе: дистанционно управляемая манипуляционная система челнока), более известный как Канадарм (англ. Canadarm; от Canada + arm – рука), он же Canadarm-1 — роботизированные манипуляторы первого поколения, созданные Канадским космическим агентством. Использовались на шаттлах для перемещения грузов в космосе. Всего было построено 5 таких манипуляторов.

## Конструкция и характеристики
Манипулятор располагался в грузовом отсеке шаттла, управление осуществлялось дистанционно из кабины. Имеет 6 степеней свободы. Механизм захвата по принципу работы напоминает диафрагму фотоаппарата.
Характеристики:
- Длина — 15,2 м (50 футов);
- Диаметр — 38 см (15 дюймов);
- Собственный вес — 410 кг (900 фунтов);
- Вес в составе общей системы — 450 кг (990 фунтов).

## Эксплуатация
Впервые Canadarm использовался на борту шаттла Колумбия в ходе миссии STS-2 в 1981 году.
За время эксплуатации манипулятор Канадарм участвовал в 50 миссиях и совершил 7000 оборотов вокруг Земли, отработав без единого отказа. Манипулятор использовался для захвата телескопа Хаббл, перемещения и выгрузки более 200 тонн компонентов МКС и перемещения астронавтов. 
При сборке МКС Канадарм применялся много раз, начиная с миссии STS-88, во время которой были соединены два первых модуля — «Заря» и «Юнити».